# Слизура
Слизу́ра — защитная, либо укрепляющая полоска бумаги или ткани, шириной 5—7 см, окантовывающая корешковый фальц форзацa.
Часто роль слизуры выполняет крайний лист форзацной тетради, пришиваемой к книжному блоку. При подклейке форзаца к картонной сторонке этот лист подрезается до ширины 5—7 см и приклеивается к картону.